# Еурелью Гомес
Еурелью да Сілва Гомес (порт. Heurelho da Silva Gomes, нар. 15 лютого 1981, Жуан-Пінейру) — бразильський футболіст, воротар клубу «Вотфорд».

## Клубна кар'єра
У дорослому футболі дебютував 2002 року виступами за «Крузейру», в якому провів три сезони, взявши участь у 59 матчах чемпіонату. Більшість часу, проведеного у складі «Крузейру», був основним голкіпером команди. За цей час виборов титул володаря Кубка Бразилії.
Своєю грою за цю команду привернув увагу представників тренерського штабу ПСВ, до складу якого приєднався 2004 року. Відіграв за команду з Ейндговена наступні чотири сезони своєї ігрової кар'єри. Граючи у складі ПСВ також здебільшого виходив на поле в основному складі команди. За цей час додав до переліку своїх трофеїв чотири титули чемпіона Нідерландів.
До складу клубу «Тоттенхем Хотспур» приєднався 27 червня 2008 року за 7,8 млн фунтів. Наразі встиг відіграти за лондонський клуб 96 матчів в національному чемпіонаті. Протягом перших трьох сезонів був основним воротарем, але з приходом влітку 2011 року Бреда Фріделя, а в наступному сезоні і Уго Льоріса, перестав залучатись до матчів. Через це 2013 року був відданий в оренду в німецький «Гоффенгайм 1899», але через травму грав досить мало. У сезоні 2013/14 Гомес у «Тоттенхемі» як резервний воротар, але у своєму останньому сезоні в клубі він так і не зіграв жодного матчу.
Влітку 2014 року на правах вільного агента перейшов до «Вотфорда», де відразу став основним воротарем і в першому ж сезоні допоміг команді зайняти 2 місце в Чемпіоншіпі і вийти в Прем'єр-лігу.

## Виступи за збірну
13 липня 2003 року дебютував в офіційних матчах у складі національної збірної Бразилії на Золотому кубку КОНКАКАФ, куди збірна відправила гравців молодше 23 років. Еурелью зіграв в усіх п'яти матчах і допоміг збірній здобути срібні медалі турніру.
Крім Золотого кубку Гомес в складі збірної був учасником двох Кубків конфедерацій (2005 року у Німеччині та 2009 року у ПАР), здобувши на кожному з них титул переможця турніру, а також чемпіонату світу 2010 року у ПАР. Проте на жодному з цих турнірів на поле так і не виходив.
Всього провів у формі головної команди країни 11 матчів, у яких пропустив 7 голів.

## Статистика виступів

### Статистика клубних виступів
| Сезон   | Команда             | Ліга         | Ігор | Голів |
| ------- | ------------------- | ------------ | ---- | ----- |
| 2002    | «Крузейру»          | Серія A      | 14   | 0     |
| 2003    | «Крузейру»          | Серія A      | 40   | 0     |
| 2004    | «Крузейру»          | Серія A      | 5    | 0     |
| 2004-05 | ПСВ                 | Ередивізі    | 30   | 0     |
| 2005-06 | ПСВ                 | Ередивізі    | 32   | 0     |
| 2006-07 | ПСВ                 | Ередивізі    | 32   | 0     |
| 2007-08 | ПСВ                 | Ередивізі    | 34   | 0     |
| 2008-09 | «Тоттенхем Хотспур» | Прем'єр-ліга | 34   | 0     |
| 2009-10 | «Тоттенхем Хотспур» | Прем'єр-ліга | 31   | 0     |
| 2010-11 | «Тоттенхем Хотспур» | Прем'єр-ліга | 30   | 0     |
| 2011-12 | «Тоттенхем Хотспур» | Прем'єр-ліга | 0    | 0     |

### Збірна

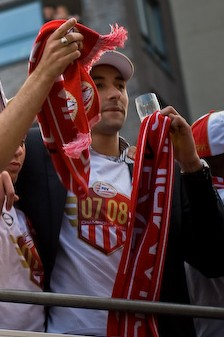
Гомес святкує перемогу в чемпіонаті Нідерландів сезону 2007-08

| Збірна Бразилії | Збірна Бразилії | Збірна Бразилії |
| Роки            | Ігри            | Голи            |
| --------------- | --------------- | --------------- |
| 2003            | 5               | 0               |
| 2006            | 4               | 0               |
| 2010            | 2               | 0               |
| Всього          | 11              | 0               |

## Титули і досягнення
- Срібний призер Золотого кубка КОНКАКАФ (1):

Бразилія: 2003
- Володар Чемпіон Бразилії (1):

«Крузейру»: 2003
- Володар Кубка Бразилії (1):

«Крузейру»: 2003
- Чемпіон Нідерландів (4):

ПСВ: 2004-05, 2005-06, 2006-07, 2007-08
- Володар Кубка Нідерландів (1):

ПСВ: 2004-05
- Володар Кубка Конфедерацій (2):

Бразилія: 2005, 2009